# 협재해수욕장
대한민국 대표 관광지이다. 협재해수욕장은 주변의 사방림과 연계하여 살펴볼 필요가 있다.
또한 해수욕장의 수심의 형성과 파도의 형태는 마을 앞의 섬인 비양도를 고려하여 살펴보면 된다.
해수욕장의 수심과 파도는 비양도에 의해 수심이 결정이 되고, 파도가 줄어든다.

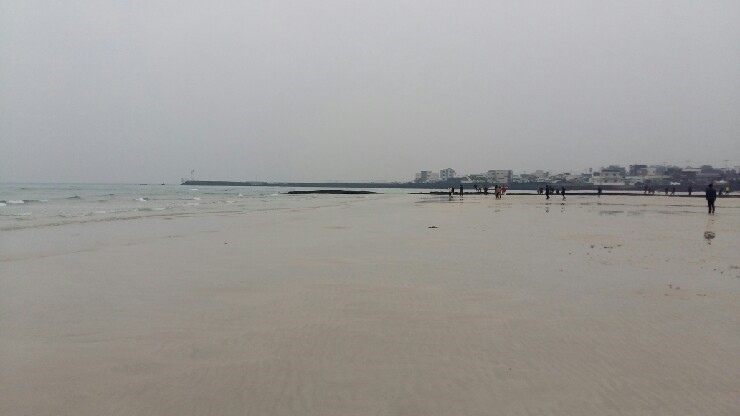
협재해수욕장의 해변

협재해수욕장은 제주특별자치도 제주시 한림읍에 위치한 해수욕장이다.
다른 해수욕장에 비해 수심이 얕고 경사가 완만한 편이다.

## 참고자료
- 협재해수욕장 - 기상청 일기예보

섹